# Гитара
Гитара је жичани инструмент. Најчешће има 6 жица [e - h - g - d- a - e], које звуче октаву ниже. Звук се постиже окидањем жица прстима или трзалицом (плектроном, плектрумом). Најчешћи систем квартно-терцног штимовања (италијански штим) користи за три дубље - басове жице тонове: велико Е и А и мало d, а за три тање, мелодијске струне: мало g и h и e. Музичка нотна литература за гитару записана је за октаву више него што стварно звучи.
Као изузетно подесан хармонски инструмент гитара има велику примену у камерној музици, где до изражаја долази њена пратећа (корепетитивна улога), али ништа мање није заступљена ни у солистичком - уметничком музицирању. Музички инструмент гитара глобално је данас један од најзаступљенијих и најпопуларнијих кордофона, са запаженом позицијом и у музичком животу Балкана.
Претеча гитари, поклапа се са открићем и коришћењем ловачког лука, у периоду палеолита, око 30 000 до 15 000 пре нове ере, на просторима данашњег афричког континента. При наглом одапињању разапете тетиве, биљног или животињског порекла, прачовек је морао уочавати карактеристични пропратни шум.
Од оваквог примитивног праузора даља еволуција инструмента, његова експанзија и дивергенција, текли су сукцесивно, различитог квалитета и интензитета. У циљу појачавања звучног волумена формирана су резонантна тела (корпуси) разноврсних облика, са посебно конструисаним вратовима, а у настојању диференцирања висине тонова и обогаћивања звучне палете, на инструментима је усавршено темперирање тонског система и мењан број струна (жица). У раздобљу старог века, у музичким праксама народа чије су културе биле на израженијем нивоу, среће се већ врло богат репертоар трзалачких кордофона. По облику, величини и конструкцији, многобројни варијетети харфи, лира и лаута били су комплекснијег изгледа и имали су посебног значаја у свакодневном животу људи древних цивилизација, попут Месопотамије, Египта, Персије, затим арапског, јеврејског и других народа Блиског и Средњег истока. Ове колевке музичке културе били су први расадници трзалачких жичаних инструмената, који се потом преносе и спорадично јављају и на југоисточном европском тлу.
Сматра се да гитара води порекло са Блиског истока. Реч гитара и потиче из (Персије). Гит значи музика, а тар жица.
Гитара је постала популарна у 14 веку, када је доспела у Шпанију. Композиције на гитари писали су Гарсија, Шуберт, Паганини итд. Захваљујући својим тонским и техничким могућностима, као звучно изражајно средство, гитара је изборила подједнако експонирану улогу у солистичкој и камерној музици. Присутна у различитим музичким жанровима, њена еволуција прати дуги историјски развој свеукупне људске цивилизације. Имајући у виду доминацију појединих жичаних рођака гитаре и у старијим стилским епохама, трзалачки кордофони су у целини били и остали изузетно важан чинилац свеукупне музичке и културне сцене. Данас се гитара највише користи у рок и метал музици. По наводима Завода за статистику Р. Србије из децембра 2004. године 3% становништва Србије поседује гитару, а само 1% клавир.
Обимну књигу о развоју гитаре на Балкану са библиографијом музиколошких студија и чланака објавио је гитариста, музиколог и педагог, Урош Дојчиновић.
Пре њега развој гитаристичке уметности на Балкану нико није обрађивао.

## Типови гитара
Гитара је жичани инструмент с типично 6 жица. Звук се производи окидањем жица десном руком док се левом врши притисак на жице на врату гитаре чиме се добијају различити тонови. Врсте гитара су:
- Класична гитара (6 жица) - исто позната као Шпанска гитара. Прве три жице су од најлона, док три задње су од метала (бронза, челик итд). Вибрирање гитаре се појачава у резонантном шупљем телу гитаре. Популарна за класичну, народну и фламенко музику.
- Акустична гитара (6 или 12 жица) - исто као класична. Свих 6 жица су од метала. Популарна за блуз, народну и рок музику.
- Полу-акустична гитара (обично 6 жица) - негде између акустичне и електричне гитаре. Тело је шупље и поседује електромагнете. Производи карактеристичан топли, меки звук. Популарна за џез, фузиону и рок музику.
- Електрична гитара (6, 7, 8, 12 жица) - звук се појачава електричним путем помоћу електромагнета, тако да електрична гитара за разлику од акустичне има тело начињено од пуног дрвета. Електроакустична гитара је заправо акустична гитаре са шупљим телом и придоданим пиезоелектричним елементом (чешће) или микрофоном (ређе) који служи за стварање електричног сигнала. Развила се у 20. веку и постајала све популарнија кроз блуз, рок и метал музику.
- Електрична бас-гитара (4, 5, 6, 8 или више жица) - нижи распон фреквенција од електричне гитаре, у бенду уз бубњеве ствара ритамску структуру музике, иако се понекад користи као и соло инструмент. Овај инструмент припада фамилији гитаре. Неки музичари сматрају да овај инструмент спада у засебну групу. Већином једноставно назива електрични бас.

## Историја
Гитару су у Европу донели Арапи за време њихових освајања од 8. до 13. века, односно након 10. века када се у Шпанији први пут јавља име гитара.
У музици прва особа која је донијела лутњу (Al-U'd) инструмент сличан гитари у Европу сматра се Абул-Хасан Ибн Нафи, познатији као Зирјаб који је био студент Ишака ел Мавсилија угледног музичара на двору абасидских калифа Харун ел Рашида и Ел-Мамуна у данашњем Багдаду. Зирјаб је 822. на позив калифе Абд ел Рахмана II из Багдада дошао у Кордобу престолницу новоосвојене Ал Андалуз (Шпаније). Са собом је донео музичко мајсторство и добро познавање музике. Тамо је постао веома познат и отворио је музичку школу. Живио је у Кордоби до краја свог живота мењајући музичку историју Андалузије (Шпаније) и Европе заувек.

### Гитара у времесредњег века
Средњи век у Европи обухвата време између 6. века и раног 15. века које понекад зову и „мрачним добом“. Овај појам уједно представља опис стања у већини европских земаља које су биле веома заостале у то време са међусобно зараћеним племенима. Међутим, један славни изузетак је била Шпанија. Маври, како су Шпанци називали муслимане, настањивали су Шпанију од 711. до 1492. (више од 700 година). Ученици из Енглеске и Француске су путовали у Шпанију да са муслиманским, хришћанским и јеврејским научницима уче филозофију, науку, медицину, музику, уметност и архитектуру. Ово знање и култура се постепено проширило на Париз, а одатле у целу Европу. Многи музички инструменти који су данас у употреби у западној музици су у ствари донети током ове маварске владавине у Шпанији. Музички инструменти попут: лутње, гитаре, виолине, флауте, разноразних дувачких инструмената, харфе, цитре, и разноразних музичких инструмената са удараљкама.
Током векова у Европи маварске израде ових музичких инструмената постепено су се развијале у данас познате облике. Гледајући историју класичне гитаре током средњег века у Шпанији уочљиве су две врсте гитара, латинска и маварска гитара. Ове средњовековне гитаре су приказане на цртежима у чувеним списима „Cantigas de Santa Maria“. Ови списи су написани у 13. веку и представљају једну од највећих збирки песама из средњег века. Они такође садрже цртеже у боји који приказују музичаре који свирају разне врсте музичких инструмената. Неки од цртежа приказују основну разлику између ове две врсте гитара. Латинску гитару су свирали хришћани, а маварску гитару су свирали муслимани и хришћани који су били под великим утицајем исламске технологије.

### Гитара у времеренесансе
Ренесанса је био културни покрет у Европи који је обухватао време од 14. до раног 17. века. До овог времена сви музички инструменти које су Арапи донијели у Европу били прихваћени широм континента. Ово вреди за лутњу и гитару. До почетка 13. века биле су две врсте гитара. Једна врста је била позната као маварска гитара (guittara moorisca). Ова гитара је имала широки врат, заокружен задњи део тела гитаре и неколико отвора за звук. Друга врста је била латинска гитара (guittara latina), а ова је личила на данашњу гитару са ужим вратом и само једним отвором за звук. Од ове две врсте гитара се развија нова гитара која се звала вихуела. До краја 17. века вихуела и лутња су биле популарније од гитаре. Дворови у Португалу и Шпанији су више вољели вихуелу и лутњу него било који други музички инструмент скоро 200 година.
Гитара је сматрана једноставним инструментом који су користили нижи сталежи за пратњу популарних песама тог времена. Ово се променило након што је опала популарност лутњи, јер је имала превише жица, било ју је тешко штимати и свирати. Вихуелу су замениле гитаре са четири жице и гитаре са пет жица.
Објављене су значајне збирке музичких дела на овим инструментима од стране гитариста-композитора: Алонса Мударе, Луја Милана, Луиса де Нарваеса, Диега Писадора, Miguela de Фуенлана, Естебана Дазе у Шпанији, Гијома Морлаја, Симона Горлјера, Адријана Ле Роја, и Грегва Брејсинга у Француској.

### Гитара у времебарока
У уметности барок је био западна културна епоха која је обухватала време од 1600. до 1750. Био је изражен кроз драму, украшавање, величанственост у скулптури, сликарству, књижевности, плесу и музици. Почетком 18. века гитара се више поштовала и многи добри композитори-свирачи су почели писати музику за овај инструмент. Барокна гитара је претеча данашње гитаре. Била је мања и лакша него данашња гитара, имала је жице направљене од чврстог влакна животињског порекла. Ова гитара је обично имала пет главних жица, а где је прва жица била само једна док су остале четири жице стављане у паровима.
Према објављеним музичким издањима из тог времена неки свирачи су волели да штимају доњу једну или две жице у октави, док су остале жице у паровима штимане у унисону. Током барокног периода свирачи и композитори су неговали и развијали гитарско знање на дворовима принцеза и краљева. Прављене су гитаре са много више украса него раније, а људи који су их израђивали су били вешти и веома познати попут Антонија Страдиварија који је и сам направио неке од гитара.
Како у Ренесанси, тако је и у бароку, гитара је често била кориштена као и данас за пратњу певача или мање групе. Било је много објављених значајних музичких збирки за гитару током 17. и 18. века које су садржавале контрапунктал композиције, као и оне које имале гитарску ритмичку пратњу измењивану са контрапунктал кретањем свираним са прстима десне руке.
Значајни свирачи-композитори барокног периода су: Гаспар Санц, Сантијаго де Мурсија, Франсиско Гарау, Лукас Руиз де Рибајез у Шпанији, Роберт де Визи, Франсоа Кампион, Франсоа ле Кок у Француској, Доменико Пелегрини, Гиовани Гатиста Граната, Франциско Корбета италијански виртуосо који је провео већину свог радног живота у Француској и Анђиоло Мичеле Бартолоти у Италији.

### Гитара у време класике
У историји гитаре, класични период је обухватао вријеме између 1750. и 1820, а обухватао је музику Јозефа Хајдна, Моцарта и раног Бетовена. У то време опала је популарност гитаре због промене музичких укуса и моде. Композитори који су свирали гитару су били ретки, а професионалци и аматери из виших слојева друштва су почели више да свирају „софистикованије“ жичане инструменте: чембало, виолину и виолончело. Међутим, гитара никад није изгубила на својој популарности у Шпанији.
При крају овог историјског временског периода у развоју гитаре сама гитара је доживела велике промене. Прво је додата шеста жица, а не зна се кад се ово тачно десило. Следеће је било то да је се унаприједила технологија прављења гитарских жица. До краја 19. века гитара са шест жица засенила је све друге врсте гитара и постала најзаступљенија. Врат на гитари је постао дужи, а део врата гитаре на којем се свира је уздигнут и протеже се до звучног отвора. Гитарска поља су подељена и причвршћена са 19 металних граничника, а само тело гитаре је увећано. Тање жице су прављене од чврстог материјала животињског порекла које су после Другог светског рата замењене са издржљивијим најлонским жицама. Бас жице су прављене од металних материјала омотаних у свилена влакна (данас прављене од најлонског материјала).
Познати композитори-гитаристи из овог времена су: Фердинандо Карули, Мауро Ђиулијани (Италија), Фернандо Сор (Шпанија).

### Гитара у времеромантизма
Време романтизма у историји западне музике протеже се од 1825. до 1910. Назив романтизам је добио по томе што су композитори обраћали највећу пажњу у изражавању великих осећања у њиховој музици. Било у литератури, поезији, уметности и музици описи лепог, необичног, узвишеног и морбидног било је преовлађујуће у то време. Промене при изради гитара у 19. веку биле су главни разлог поновног раста популарности овог музичког инструмента. Почело је и да се појављује ново покољење композитора и гитарских виртуоза. Унапређење комуникације и транспорта омогућило је извођачима из Шпаније попут Фернанда Сора, и Дионисија Агуада, из Италије Маура Ђиулијанија, Луиђија Легнанија да путују и свирају своје концерте по целој Европи.
Управо због ових уметника, гитара је поново постала веома познат и популаран музички инструмент. Много музике за гитару је било објављено за растуће аматерско тржиште. Касније у овом времену развоја гитаре долазе Мигуел Лобет и Франциско Тарега из Шпаније.

## Делови гитаре
Чивија је механизам који се монтира на главу гитаре. Чивија има исто колико и жица и углавном су од метала, неки примерци имају украсну пластику или неки други материјал на месту где се хвата прстима. Праве се или појединачно или по три на једном постољу а у зависности од модела могу бити леве и десне. Поред познате намене, да прецизним штеловањем наштимају жицу, имају још једну мање познату али ништа мање важну функцију, а то је да истој тој жици не дају лако да се раштимује.
Глава је прво део врата, а тек после део гитаре. Њоме се врат завршава. Главна и једина улога јој је да носи чивије. Произвођачи их неретко користе за саморекламирање исписујући по њима име фирме, модела...
Горња кобилица је један од најмањих делова на гитари. Зове се горња јер је визуелно са горње стране. Она представља горњу границу између два дела жице, оног који не трепери и оног који трепери док се свира. Углавном се праве од пластике иако могу да буду и од племенитих материјала, на пример слонове кости. Веома је битно какви су и како су постављени прорези кроз које пролазе жице. Поред тога што жице треба да буду подједнако удаљене једна од друге битно је и колико ће бити удаљене од врата гитаре.
Врат као један од важнијих и осетљивијих делова често је миљеник власника гитара. На њега стално делује сила којом жице теже да се врате у ненапето стање а додатно напрезање настаје током свирања. У одбрани од напрезања врата помаже челична шипка која пролази кроз његов центар. Врат се код акустичних гитара скоро по правилу лепи за резонантну кутију која је уједно и тело гитаре.
Праг односно прагови су специјално профилисани метални комади који се утискују у танке канале на површини дрвета са горње стране врата гитаре. Најчешће се праве од челика или месинга. Брзо се хабају пошто су при свирању изложени великом трењу контактом са жицама које су такође од метала. Активнији гитаристи их мијењају сваких пар година.
Отвор на резонантној кутији има намену пролаза звукова из саме кутије. Резонантна кутија сем примања вибрација физичким путем, преко врата с једне и доње кобилице с друге стране, хвата звуке са жица и кроз отвор. Кутија кроз исти тај отвор, својом акустиком и способношћу појачавања, као кроз бас рефлекс избацује тонове напоље знатно гласније него што би се жица иначе чула.
Жице на гитари се праве од челика или пластике. Могу да буду равне и мотане.
Доња кобилица се може описати као и горња кобилица с тим што има још по неки део, особину и улогу. Поред пластичног дела преко кога се жице преламају (као на горњој кобилици) постоји и дрвени комад који у ствари носи тај пластични део, а поред тога служи за закачињање почетка жице. Лепши модели за качење жица користе клинове. За доњу кобилицу на акустичној гитари (где не постоји могућност неких подешавања) веома је важно где се постави. Ради се о деловима милиметра, ако се то не уради како треба наизглед све је у реду, али гитара никако не може тачно да се наштимује.
Резонантна кутија на акустичним гитарама игра улоге тела гитаре, али звучност је њен главни задатак. Израђује се од дрвених плоча налик дебелом фурниру и посебно профилисаних летвица које служе за ојачање. Све се то лепи, а због своје конструкције веома су осетљиве и као такве их треба чувати. Неки модели акустичних гитара уместо дрвеног имају пластични доњи део резонантне кутије. Ова карактеристика углавном се јавља на квалитетнијим гитарама.

## Популарни гитаристи у року/блузу
- Џими Хендрикс
- Кит Ричардс
- Џими Пејџ
- Ерик Клептон
- Б. Б. Кинг
- Брајан Меј
- Дејвид Гилмор
- Чак Бери
- Бади Гај
- Влатко Стефановски
- Ричи Блекмор
- Слеш
- Фреди Кинг
- Џек Вајт